# آنگلو آیریش بنک
آنگلو آیریش بنک (انگلیسی: Anglo Irish Bank) شرکت خدمات مالی و بانکداری ایرلندی است، که در سال ۱۹۶۴ تأسیس شد.